# (7368) Haldancohn
(7368) Haldancohn (1966 BB) est un astéroïde de la ceinture principale, découvert le 20 janvier 1966 à l'observatoire Goethe Link près de Brooklyn, dans l'Indiana. Il a une magnitude absolue de 14.